# Бејра
Бејра (лат. Dorcatragus megalotis, рус. Бейра, пољ. Bejra somalijska) је сисар из реда папкара (Artiodactyla) и фамилије Bovidae.

## Распрострањење
Ареал врсте је ограничен на мањи број држава. Врста је присутна у Етиопији, Сомалији, Џибутију и Катару.

## Станиште
Станишта врсте су планине, брдовити предели и пустиње.

## Угроженост
Бејра антилопа се сматра рањивом у погледу угрожености врсте од изумирања.